# Lin Shan
Dans ce nom chinois, le nom de famille, Lin, précède le nom personnel Shan.
Pour les articles homonymes, voir Lin.
Lin Shan (chinois simplifié : 林珊 ; pinyin : Lín Shān), née le 3 août 2001, est une plongeuse chinoise. 

## Carrière
Lin Shan remporte aux Jeux olympiques de la jeunesse de 2018 à Buenos Aires trois médailles d'or, au tremplin à 1 m, à la plateforme à 10 m ainsi qu'en duo mixte.
Elle est médaillée d'or au plongeon par équipe mixte aux Championnats du monde 2019 à Gwangju.
Le 15 juillet 2023, elle remporte la médaille d'or au plongeon à 1 m lors des Championnats du monde à Fukuoka, au Japon.